# W.C. Handy
William Christopher Handy (Florence, Alabama, 16 november 1873 – New York, 28 maart 1958) was een Amerikaanse bluesmusicus.

## Levensloop
Al vanaf zijn jonge jaren had W.C. Handy een groot muzikaal talent en vooral een voorkeur voor de populaire zwarte muziek die hij in zijn omgeving hoorde. Zijn familie echter verbood hem zich daarmee in te laten. Stiekem kocht hij een cornet, en leerde zichzelf deze te bespelen.
Hij werd leraar, maar zijn passie bleef muziek. Met zijn Lauzetta Quartet ontvluchtte hij Alabama en vertrok naar Chicago, om uiteindelijk terecht te komen in St. Louis. Daar vond hij een echtgenote en sloot hij zich in 1896 aan bij een reizend muziekgezelschap, de Mahara's Minstrels, dat optrad op feesten en partijen. De Mahara's Minstrels reisden de drie volgende jaren door de VS en Cuba. Handy deed veel kennis op over de diverse zwarte stijlen die hij hoorde.
Toen de Mahara's Minstrels Alabama aandeden, besloot Handy hier zich weer te vestigen, en hij begon te werken bij de enige zwarte universiteit van de staat. Hij kwam erachter dat de geldende opvattingen aldaar over zwarte muziek totaal anders waren dan de zijne: de zwarte intellectuelen die bij de universiteit werkten beschouwden zwarte muziek als minderwaardig.
In 1909 verliet Handy Alabama definitief en vestigde hij zich in Memphis. Hier schreef hij zijn wereldberoemde The Memphis Blues, puttend uit zijn rijke ervaring met zwarte muziekstijlen. Daarmee was hij een van de eersten die blues componeerden. The Memphis Blues werd in 1914 als eerste bluesnummer in de geschiedenis door de Victor Military Band opgenomen.
In feite was blues in die tijd vooral een soort volkskunst waarin uiting werd gegeven aan levensgevoel. Handy had ooit een blueszanger gehoord toen hij op een trein zat te wachten, en wat hij daar hoorde inspireerde hem om dit soort muziek te gaan componeren. Hij wordt wel de 'vader van de blues' genoemd. Beter zou men kunnen zeggen: de vader van de gecomponeerde blues. Zelf was hij dan ook van mening dat hij aansluiting had gevonden bij bestaande tradities.
Hij concentreerde zich in de daaropvolgende jaren vooral op het componeren, in plaats van het spelen. In 1914 publiceerde hij zijn bekendste compositie St. Louis Blues. Hij schreef de essays Blues, an anthology (1926), Negro authors and composers in the United States (1935) en Unsung American sung (1944). In 1941 werd hij voor het eerst de vader van de blues genoemd.
Na een ongeluk in 1943 werd Handy volledig blind. In 1958 overleed hij in New York. 150.000 mensen woonden zijn begrafenis bij. Het centrale plein in Memphis is naar hem genoemd, en in zijn geboorteplaats Florence wordt jaarlijks een muziekfestival met zijn naam gehouden.
Postuum werd hij in 1983 opgenomen in de Nashville Songwriters Hall of Fame, in 1987 in de Alabama Music Hall of Fame en in 2012 in de Memphis Music Hall of Fame.
- Biblioteca Nacional de España: XX857759
- Bibliothèque nationale de France: cb12378942r (data)
- CiNii: DA07879413
- Gemeinsame Normdatei: 129347906
- International Standard Name Identifier: 0000 0000 8390 0151
- Library of Congress Control Number: n50024270
- Nationale Bibliotheek van Letland: 000058228
- MusicBrainz: 2e37d3ed-afc7-42ca-bbb4-d21c7135f548
- National Archives and Records Administration: 10582395
- Bibliotheek van het Japanse parlement: 00931494
- Nationale Bibliotheek van Tsjechië: mzk2006354089
- Nationale bibliotheek van Australië: 35526705
- Nationale Bibliotheek van Israël: 987007281915805171
- Nationale Bibliotheek van Polen: a0000002578578
- Nationale en Universitaire bibliotheek Zagreb: 000115033
- Nederlandse Thesaurus van Auteursnamen: 072269901
- SNAC: w6wj3h4j
- Système universitaire de documentation: 032837208
- Trove: 985022
- Virtual International Authority File: 66546785